# Micromeria juliana
Micromeria juliana là một loài thực vật có hoa trong họ Hoa môi. Loài này được (L.) Benth. ex Rchb. mô tả khoa học đầu tiên năm 1831.

## Hình ảnh

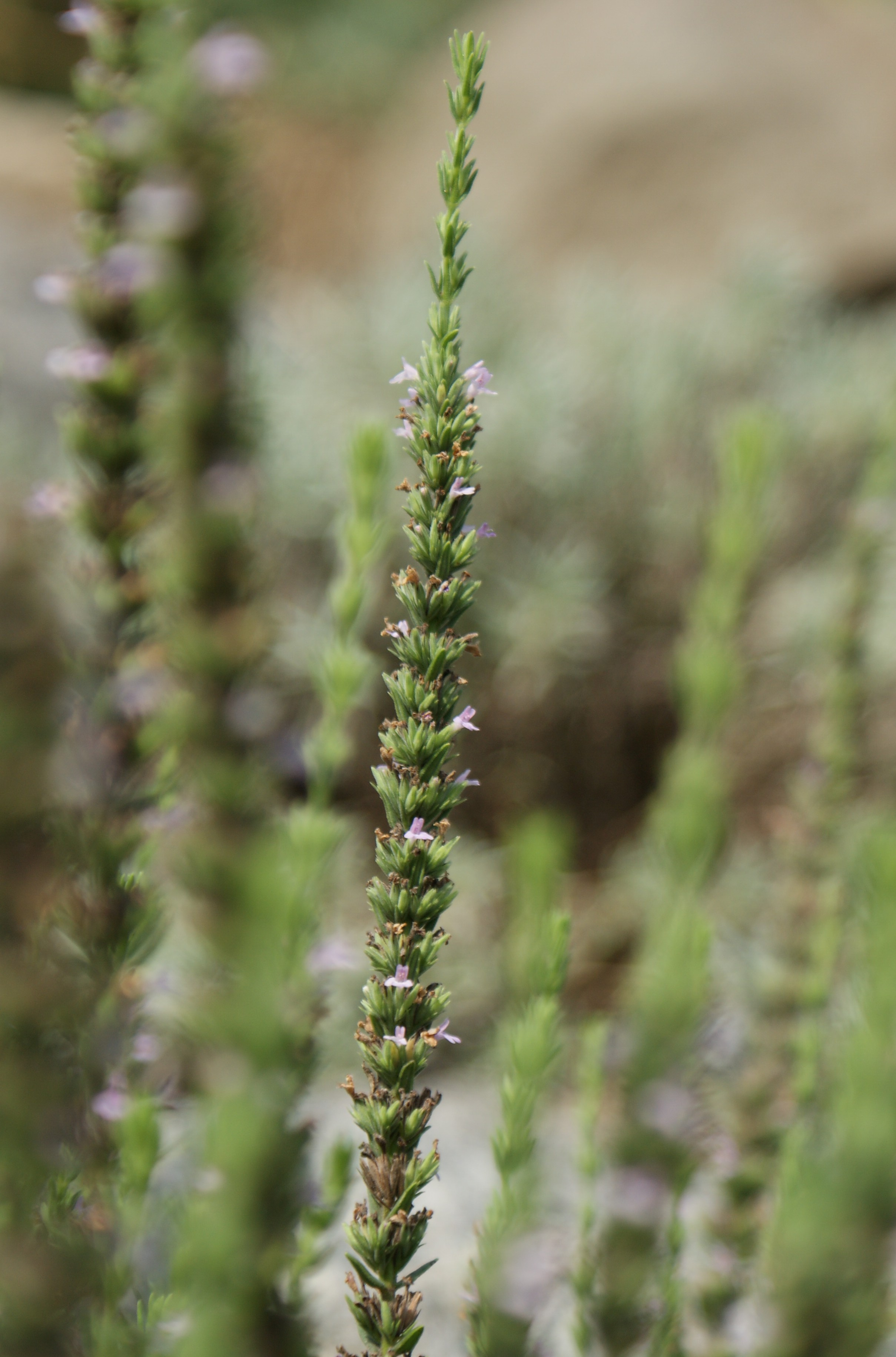